# Фрастанц
Фрастанц (нім. Frastanz) —  ярмаркове містечко та громада  округу Фельдкірх в землі Форарльберг, Австрія. Фрастанц лежить на висоті 510 м над рівнем моря і займає площу 32,25 км². Громада налічує 6274 мешканців. 
Густота населення 195 осіб/км².  
Округ Фельдкірх лежить на самому заході Австрії, на кордонах із Швейцарією та Ліхтенштейном. Це високорірний альпійський регіон. Населення округу, як і всього Форальбергу, розмовляє алеманським діалектом німецької мови, а тому ближче до швейцарців, ніж до населення більшої частини Австрії, яке розмовляє баварсько-австрійським діалектом. Округ, основною індустрією якого є туризм, має розвинуту мережу сполучення, численні гірськолижні траси й спортивні курорти з готелями та іншою інфраструктурою. 
|                                   |
| Фрастанц на мапі округу та землі. |

 Адреса управління громади: Sägenplatz 1, 6820 Frastanz. 

## Демографія
Історична динаміка населення міста за даними сайту Statistik Austria